# Austinite
L'austinite est une espèce minérale composée d'arséniate de calcium et de zinc. Elle a été nommée par Lloyd Williams Staples en 1935 en l'honneur d'Austin Flint Rogers (1877–1957), minéralogiste américain de l'université Stanford en Californie.
L'austinite est un minerai rare de la zone d'oxydation des gisements de métaux de base d'arsenic. Elle est associée à l'adamite, au quartz et à la limonite.

## Galerie

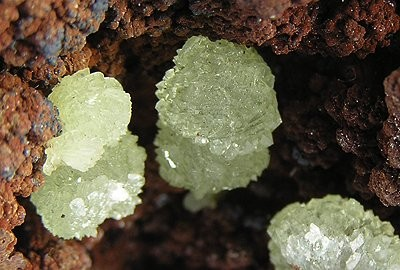
Austinite, mine d'Ojuela, Mexique-11.2 x 5.2 x 4.2 cm
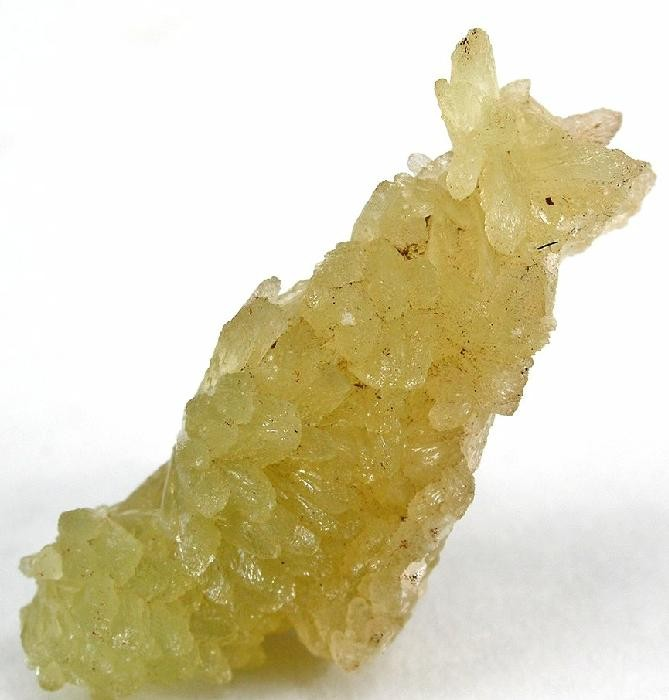
Austinite, mine d'Ojuela, Mexique-3.5 x 2 x 1 cm
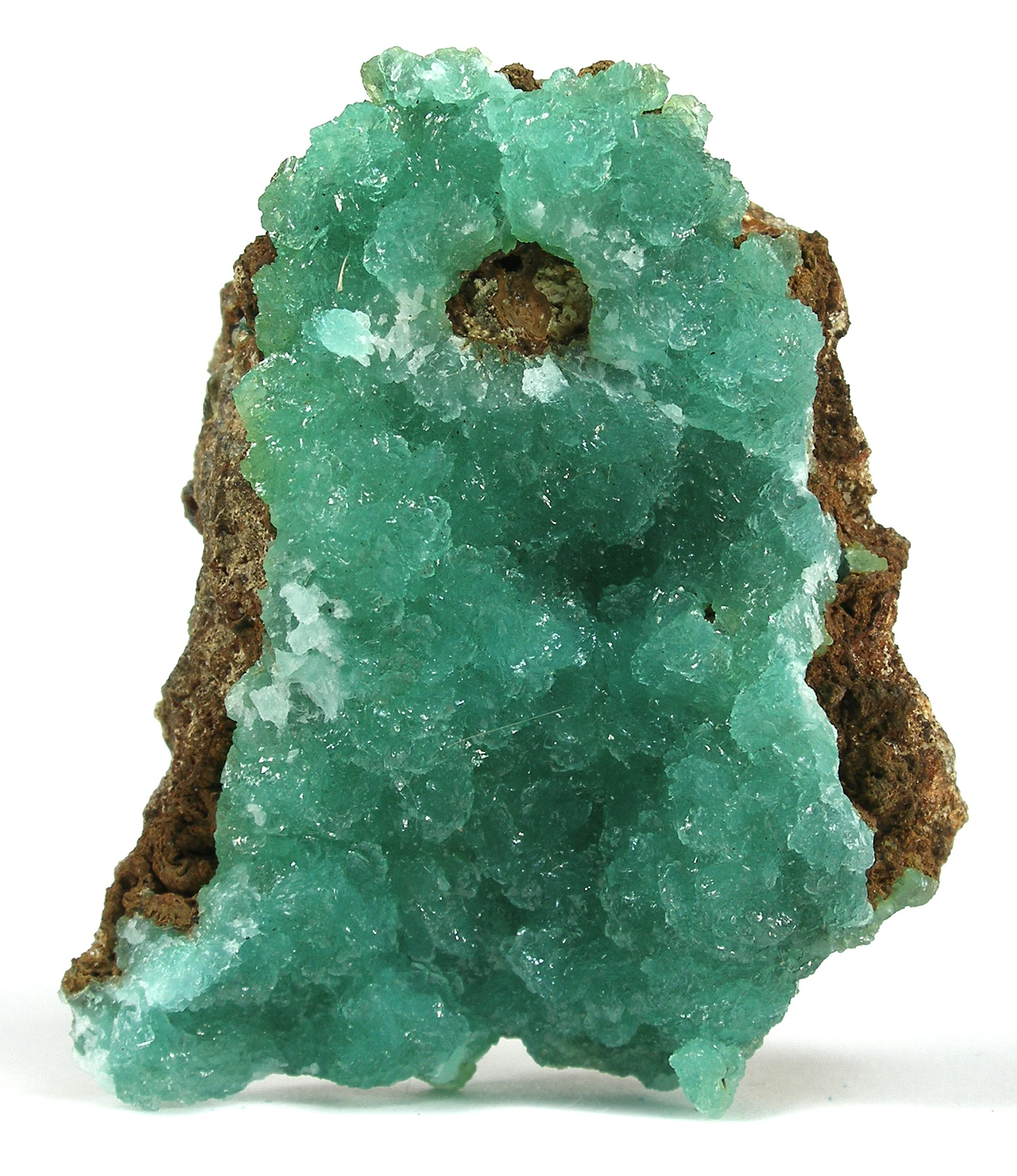
Austinite, mine d'Ojuela, Mexique-5.2 x 4.4 x 2.0 cm

,